# Take It to the Limit
Take It to the Limit  es el segundo álbum de la banda de rock alternativo Hinder. El álbum ha sido en las obras desde enero de 2008 y fue lanzado 4 de noviembre de 2008 en Universal Motown Records. El álbum fue grabado por Jay Van Poederooyen y producido por Brian Howes en Van Howes Studios en Vancouver, BC, Canadá. El disco fue mezclado por Chris Lord-Alge en Mix LA en Tarzana, California, EE. UU. Cuenta con una mucho más pesada glam metal y, en menor post-grunge influencia que su último álbum, conservando los elementos de hard rock que la banda había utilizado anteriormente. El álbum ha sido certificado Oro por la RIAA.

## Lista de canciones
1. "Use Me" – 3:49
2. "Loaded and Alone" – 4:06
3. "Last Kiss Goodbye"– 3:48
4. "Up All Night" (feat. Crispin Earl y Eric Schraeder de The Veer Union)[1] – 3:33
5. "Without You" – 3:52
6. "Take It to the Limit" (feat. Mick Mars de Mötley Crüe) – 3:11
7. "The Best Is Yet to Come" – 3:22
8. "Heaven Sent" – 3:41
9. "Thing for You" – 3:59
10. "Lost in the Sun" – 3:52
11. "Far from Home" – 4:03

## Posición
| Listas (2008)                       | Posición |
| ----------------------------------- | -------- |
| U.S. Billboard 200                  | 4        |
| U.S. Billboard Top Rock Albums      | 3        |
| U.S. Billboard Top Hard Rock Albums | 2        |
| Canadian Albums Chart               | 11       |
| Australian ARIA Albums Chart        | 44       |

## Personal
- Austin Winkler - voz
- Joe Garvey  - guitarra
- Mark King - guitarra rítmica
- Mike Rodden - bajo
- Cody Hanson - batería